# Égide (lune)
Pour les articles homonymes, voir Égide (homonymie) et Aegis.
Égide, officiellement (93) Minerve I Égide (internationalement Aegis et (93) Minerva I Aegis), est un astéroïde de la ceinture principale, satellite naturel de (93) Minerve.

## Découverte
Égide a été découverts autour de Minerve le 16 août 2009 par Franck Marchis, B. Macomber, J. Berthier, F. Vachier et J. P. Emery depuis l'observatoire W. M. Keck, en même temps que Gorgonéion, l'autre lune de Minerve.

## Nom

### Choix du nom
L'approbation du nom du satellite par le Comité sur la nomenclature des petits corps (Committee on Small Bodies Nomenclature) de l'Union astronomique internationale est officiellement annoncée le 23 septembre 2014 dans la circulaire de l'UAI no 9271. Il fait référence à l'égide, arme du dieu Zeus.

### Récapitulatif des noms officiels
- 15/08/2009 - ??/??/20?? : découverte, pas encore de nom officiel ;
- ??/??/20?? - 23/09/2014 : S/2009 (93) 1 par l'IAUC 9069[2] ;
- depuis le 23/09/2014 : (93) Minerve I Égide (en anglais (93) Minerva I Aegis) par l'IAUC 9271[1].

## Caractéristique
L'orbite est rétrograde à 651 km du centre de Minerve avec une excentricité proche de 0 (circulaire). Égide est le plus grand et le plus éloigné des deux satellites de Minerve,. Il mesure 4 kilomètres de diamètre.